# Gonomyia mecophallus
Gonomyia mecophallus är en tvåvingeart som beskrevs av Alexander 1966. Gonomyia mecophallus ingår i släktet Gonomyia och familjen småharkrankar.
Artens utbredningsområde är Honduras. Inga underarter finns listade i Catalogue of Life.